# Équipe du Portugal de football à la Coupe du monde 2018
 (novembre 2017).
Si vous disposez d'ouvrages ou d'articles de référence ou si vous connaissez des sites web de qualité traitant du thème abordé ici, merci de compléter l'article en donnant les références utiles à sa vérifiabilité et en les liant à la section « Notes et références ».
Cet article relate le parcours de l'équipe du Portugal de football lors de la Coupe du monde de football de 2018 organisé en Russie du 14 juin au 15 juillet 2018.

## Contexte
Après sa victoire face à la France (0-1) lors de l'Euro 2016, le Portugal est placée dans le groupe B pour les éliminatoires de la Coupe du monde en zone Europe. On y retrouve la Suisse ainsi que la Hongrie, qui avait arraché le nul face à la sélection portugaise lors de la phase de groupes du dernier Euro : un score de 3-3. Les autres adversaires de ce groupe sont les Iles Féroé, la Lettonie et l'Andorre.
Le Portugal commence mal avec une défaite face à la Suisse (2-0), mais réalise un presque sans faute en gagnant le reste de ses matchs, avec notamment de larges victoires sur l'Andorre (6-0 / 2-0) et les Iles Féroé (0-6 / 5-1). Le Portugal termine premier de son groupe et est donc qualifié directement pour la phase finale, juste devant la Suisse (avec le même nombre de points mais à la différence de buts) .

## Qualification

### Groupe B

#### Classement
| Rang | Équipe     | Pts | J  | G | N | P | Bp | Bc | Diff |  | Résultats (▼ dom., ► ext.) |     |     |     |     |     |     |
| ---- | ---------- | --- | -- | - | - | - | -- | -- | ---- |  | -------------------------- | --- | --- | --- | --- | --- | --- |
| 1    | Portugal   | 27  | 10 | 9 | 0 | 1 | 32 | 4  | +28  |  | Portugal                   |     | 2-0 | 3-0 | 5-1 | 4-1 | 6-0 |
| 2    | Suisse     | 27  | 10 | 9 | 0 | 1 | 23 | 7  | +16  |  | Suisse                     | 2-0 |     | 5-2 | 2-0 | 1-0 | 3-0 |
| 3    | Hongrie    | 13  | 10 | 4 | 1 | 5 | 14 | 14 | 0    |  | Hongrie                    | 0-1 | 2-3 |     | 1-0 | 3-1 | 4-0 |
| 4    | Îles Féroé | 9   | 10 | 2 | 3 | 5 | 4  | 16 | -12  |  | Îles Féroé                 | 0-6 | 0-2 | 0-0 |     | 0-0 | 1-0 |
| 5    | Lettonie   | 7   | 10 | 2 | 1 | 7 | 7  | 18 | -11  |  | Lettonie                   | 0-3 | 0-3 | 0-2 | 0-2 |     | 4-0 |
| 6    | Andorre    | 4   | 10 | 1 | 1 | 8 | 2  | 23 | -21  |  | Andorre                    | 0-2 | 1-2 | 1-0 | 0-0 | 0-1 |     |

## Préparation

### Matchs de préparation à la Coupe du monde
Détail des matchs amicaux
| Match amical           | Portugal            | 2 – 1   | Égypte    | Stade du Letzigrund, Zurich        |                                    |
| 23 mars 2018 20h45 HEC | Ronaldo 90+2e 90+4e | (0 - 0) | 56e Salah | Arbitrage : Paolo Silvio Mazzoleni | Arbitrage : Paolo Silvio Mazzoleni |

| Match amical           | Portugal | 0 – 3   | Pays-Bas                             | Stade de Genève, Carouge |                          |
| 26 mars 2018 20h30 HEC |          | (0 - 3) | 11e Depay · 32e Babel · 45e van Dijk | Arbitrage : Ruddy Buquet | Arbitrage : Ruddy Buquet |

| Match amical          | Portugal              | 2 – 2   | Tunisie                     | Stade municipal de Braga, Braga |                        |
| 28 mai 2018 20h45 HEC | Silva 22e · Mário 34e | (2 - 1) | 39e Badri · 64e Ben Youssef | Arbitrage : Luca Banti          | Arbitrage : Luca Banti |

| Match amical          | Belgique | 0 – 0   | Portugal | Stade Roi Baudouin, Bruxelles |                           |
| 2 juin 2018 21h00 HEC |          | (0 - 0) |          | Arbitrage : Viktor Kassai     | Arbitrage : Viktor Kassai |

| Match amical          | Portugal                       | 3 – 0   | Algérie | Stade de Luz, Lisbonne   |                          |
| 7 juin 2018 21h15 HEC | Guedes 17e 55e · Fernandes 37e | (2 - 0) |         | Arbitrage : Craig Pawson | Arbitrage : Craig Pawson |

## Effectif
La liste des 23 joueurs portugais est dévoilée le 2 juin 2018.
| Numéro / Nom       | Numéro / Nom      | Club               | Date de naissance et âge*  | J.              | Buts            |                 |                 |                 |
| Gardiens de but    | Gardiens de but   | Gardiens de but    | Gardiens de but            | Gardiens de but | Gardiens de but | Gardiens de but | Gardiens de but | Gardiens de but |
| ------------------ | ----------------- | ------------------ | -------------------------- | --------------- | --------------- | --------------- | --------------- | --------------- |
| 01                 | Rui Patrício      | Sporting CP        | 15 février 1988 (30 ans)   | 4               | 0               | 0               | 0               | 0               |
| 12                 | Anthony Lopes     | Olympique lyonnais | 1er octobre 1990 (27 ans)  | 0               | 0               | 0               | 0               | 0               |
| 22                 | Beto              | Göztepe SK         | 1er mai 1982 (36 ans)      | 0               | 0               | 0               | 0               | 0               |
| Défenseurs         |                   |                    |                            |                 |                 |                 |                 |                 |
| 02                 | Bruno Alves       | Rangers FC         | 27 novembre 1981 (36 ans)  | 0               | 0               | 0               | 0               | 0               |
| 03                 | Pepe              | Beşiktaş JK        | 26 février 1983 (35 ans)   | 4               | 1               | 0               | 0               | 0               |
| 05                 | Raphaël Guerreiro | Borussia Dortmund  | 22 décembre 1993 (24 ans)  | 4               | 0               | 1               | 0               | 0               |
| 06                 | José Fonte        | Dalian Yifang      | 22 décembre 1983 (34 ans)  | 4               | 0               | 0               | 0               | 0               |
| 13                 | Rúben Dias        | Benfica Lisbonne   | 14 mai 1997 (21 ans)       | 0               | 0               | 0               | 0               | 0               |
| 15                 | Ricardo Pereira   | FC Porto           | 6 octobre 1993 (24 ans)    | 1               | 0               | 0               | 0               | 0               |
| 19                 | Mário Rui         | SSC Naples         | 27 mai 1991 (27 ans)       | 0               | 0               | 0               | 0               | 0               |
| 21                 | Cédric Soares     | Southampton FC     | 31 août 1991 (26 ans)      | 3               | 0               | 1               | 0               | 0               |
| Milieux de terrain |                   |                    |                            |                 |                 |                 |                 |                 |
| 04                 | Manuel Fernandes  | Lokomotiv Moscou   | 5 février 1986 (32 ans)    | 1               | 0               | 0               | 0               | 0               |
| 08                 | João Moutinho     | AS Monaco          | 8 septembre 1986 (31 ans)  | 3               | 0               | 0               | 0               | 0               |
| 10                 | João Mário        | West Ham           | 19 janvier 1993 (25 ans)   | 4               | 0               | 0               | 0               | 0               |
| 11                 | Bernardo Silva    | Manchester City    | 10 août 1994 (23 ans)      | 4               | 0               | 0               | 0               | 0               |
| 14                 | William Carvalho  | Sporting CP        | 7 avril 1992 (26 ans)      | 4               | 0               | 0               | 0               | 0               |
| 16                 | Bruno Fernandes   | Sporting CP        | 8 septembre 1994 (23 ans)  | 2               | 0               | 1               | 0               | 0               |
| 23                 | Adrien Silva      | Leicester City     | 15 mars 1989 (29 ans)      | 2               | 0               | 0               | 0               | 0               |
| Attaquants         |                   |                    |                            |                 |                 |                 |                 |                 |
| 07                 | Cristiano Ronaldo | Real Madrid        | 5 février 1985 (33 ans)    | 4               | 4               | 2               | 0               | 0               |
| 09                 | André Silva       | AC Milan           | 6 novembre 1995 (22 ans)   | 4               | 0               | 1               | 0               | 0               |
| 17                 | Gonçalo Guedes    | Valence CF         | 29 novembre 1996 (21 ans)  | 4               | 0               | 0               | 0               | 0               |
| 18                 | Gelson Martins    | Sporting CP        | 11 mai 1995 (23 ans)       | 1               | 0               | 0               | 0               | 0               |
| 20                 | Ricardo Quaresma  | Beşiktaş JK        | 26 septembre 1983 (34 ans) | 3               | 1               | 1               | 0               | 0               |
| Sélectionneur      |                   |                    |                            |                 |                 |                 |                 |                 |
|                    | Fernando Santos   |                    | 10 octobre 1954 (63 ans)   |                 |                 |                 |                 |                 |

* NB : Les âges sont calculés au début de la Coupe du monde 2018, le 14 juin 2018.

## Coupe du monde

### Premier tour - Groupe B
|   | Équipe   | Pts | J | G | N | P | Bp | Bc | Diff |
| 1 | Espagne  | 5   | 3 | 1 | 2 | 0 | 6  | 5  | +1   |
| 2 | Portugal | 5   | 3 | 1 | 2 | 0 | 5  | 4  | +1   |
| 3 | Iran     | 4   | 3 | 1 | 1 | 1 | 2  | 2  | 0    |
| 4 | Maroc    | 1   | 3 | 0 | 1 | 2 | 2  | 4  | -2   |

| 3  | 15 juin 2018 | Maroc    | 0 - 1 | Iran     |
| 4  | 15 juin 2018 | Portugal | 3 - 3 | Espagne  |
| 19 | 20 juin 2018 | Portugal | 1 - 0 | Maroc    |
| 20 | 20 juin 2018 | Iran     | 0 - 1 | Espagne  |
| 35 | 25 juin 2018 | Iran     | 1 - 1 | Portugal |
| 36 | 25 juin 2018 | Espagne  | 2 - 2 | Maroc    |

#### Portugal - Espagne
| Match 4                                                  | Portugal                                                                                      | 3 - 3   | Espagne                                                          | Stade Ficht, Sotchi                              |                                                  |
| 15 juin 2018 · 21:00 (UTC+3) · Historique des rencontres | Cristiano Ronaldo 4e (pen.) · ( Gonçalo Guedes) Cristiano Ronaldo 44e · Cristiano Ronaldo 88e | (2 - 1) | 24e Diego Costa · 55e Diego Costa (Sergio Busquets ) · 58e Nacho | Spectateurs : 43 866 Arbitrage : Gianluca Rocchi | Spectateurs : 43 866 Arbitrage : Gianluca Rocchi |
| 15 juin 2018 · 21:00 (UTC+3) · Historique des rencontres | Rapport                                                                                       |         |                                                                  | Spectateurs : 43 866 Arbitrage : Gianluca Rocchi | Spectateurs : 43 866 Arbitrage : Gianluca Rocchi |

| Portugal | Espagne |

| PORTUGAL :      |    |                   |     |     |
|                 |    |                   |     |     |
| Gardien de but  | 01 | Rui Patrício      |     |     |
|                 | 21 | Cédric Soares     |     |     |
|                 | 03 | Pepe              |     |     |
|                 | 06 | José Fonte        |     |     |
|                 | 05 | Raphaël Guerreiro |     |     |
|                 | 14 | William Carvalho  |     |     |
|                 | 08 | João Moutinho     |     |     |
|                 | 11 | Bernardo Silva    |     | 69e |
|                 | 17 | Gonçalo Guedes    |     | 80e |
|                 | 13 | Bruno Fernandes   | 28e | 68e |
|                 | 07 | Cristiano Ronaldo |     |     |
| Remplaçants :   |    |                   |     |     |
|                 | 10 | João Mário        |     | 68e |
|                 | 20 | Ricardo Quaresma  |     | 69e |
|                 | 09 | André Silva       |     | 80e |
| Sélectionneur : |    |                   |     |     |
| Fernando Santos |    |                   |     |     |

| ESPAGNE :       |    |                  |     |     |
|                 |    |                  |     |     |
| Gardien de but  | 01 | David de Gea     |     |     |
|                 | 04 | Nacho            |     |     |
|                 | 03 | Gerard Piqué     |     |     |
|                 | 15 | Sergio Ramos     |     |     |
|                 | 18 | Jordi Alba       |     |     |
|                 | 05 | Sergio Busquets  | 17e |     |
|                 | 08 | Koke             |     |     |
|                 | 21 | David Silva      |     | 86e |
|                 | 22 | Isco             |     |     |
|                 | 06 | Andrés Iniesta   |     | 70e |
|                 | 19 | Diego Costa      |     | 77e |
| Remplaçants :   |    |                  |     |     |
|                 | 10 | Thiago Alcántara |     | 70e |
|                 | 17 | Iago Aspas       |     | 77e |
|                 | 11 | Lucas Vázquez    |     | 86e |
| Sélectionneur : |    |                  |     |     |
| Fernando Hierro |    |                  |     |     |

| Assistants : Elenito Di Liberatore Mauro Tonolini Quatrième arbitre : Ryūji Satō Cinquième arbitre : Toru Sagara Arbitre vidéo : Massimiliano Irrati Assistants arbitre vidéo : Paolo Valeri Carlos Astroza Daniele Orsato Homme du Match : Cristiano Ronaldo |

#### Portugal - Maroc
| Match 19                                                 | Portugal                              | 1 - 0   | Maroc | Stade Loujniki, Moscou                       |                                              |
| 20 juin 2018 · 15:00 (UTC+3) · Historique des rencontres | ( João Moutinho) Cristiano Ronaldo 4e | (1 - 0) |       | Spectateurs : 78 011 Arbitrage : Mark Geiger | Spectateurs : 78 011 Arbitrage : Mark Geiger |
| 20 juin 2018 · 15:00 (UTC+3) · Historique des rencontres | Rapport                               |         |       | Spectateurs : 78 011 Arbitrage : Mark Geiger | Spectateurs : 78 011 Arbitrage : Mark Geiger |

| Portugal | Maroc |

| PORTUGAL :      |    |                   |       |     |
|                 |    |                   |       |     |
| Gardien de but  | 01 | Rui Patrício      |       |     |
|                 | 21 | Cédric Soares     |       |     |
|                 | 03 | Pepe              |       |     |
|                 | 06 | José Fonte        |       |     |
|                 | 05 | Raphaël Guerreiro |       |     |
|                 | 11 | Bernardo Silva    |       | 59e |
|                 | 14 | William Carvalho  |       |     |
|                 | 08 | João Moutinho     |       | 89e |
|                 | 10 | João Mário        |       | 70e |
|                 | 07 | Cristiano Ronaldo |       |     |
|                 | 17 | Gonçalo Guedes    |       |     |
| Remplaçants :   |    |                   |       |     |
|                 | 18 | Gelson Martins    |       | 59e |
|                 | 16 | Bruno Fernandes   |       | 70e |
|                 | 23 | Adrien Silva      | 90+2e | 89e |
| Sélectionneur : |    |                   |       |     |
| Fernando Santos |    |                   |       |     |

| MAROC :         |    |                       |     |     |
|                 |    |                       |     |     |
| Gardien de but  | 12 | Munir Mohand Mohamedi |     |     |
|                 | 17 | Nabil Dirar           |     |     |
|                 | 05 | Medhi Benatia         | 40e |     |
|                 | 04 | Manuel da Costa       |     |     |
|                 | 02 | Achraf Hakimi         |     |     |
|                 | 10 | Younès Belhanda       |     | 75e |
|                 | 08 | Karim El Ahmadi       |     | 86e |
|                 | 14 | Mbark Boussoufa       |     |     |
|                 | 07 | Hakim Ziyech          |     |     |
|                 | 13 | Khalid Boutaïb        |     | 70e |
|                 | 16 | Nordin Amrabat        |     |     |
| Remplaçants :   |    |                       |     |     |
|                 | 09 | Ayoub El Kaabi        |     | 70e |
|                 | 23 | Mehdi Carcela         |     | 75e |
|                 | 11 | Fayçal Fajr           |     | 86e |
| Sélectionneur : |    |                       |     |     |
| Hervé Renard    |    |                       |     |     |

| Assistants : Joe Fletcher Frank Anderson Quatrième arbitre : Sergei Karasev Cinquième arbitre : Anton Averianov Arbitre vidéo : Felix Zwayer Assistants arbitre vidéo : Jair Marrufo Simon Lount Bastian Dankert Homme du Match : Cristiano Ronaldo |

#### Iran - Portugal
| Match 35                                                 | Iran                          | 1 - 1   | Portugal                             | Stade de Mordovie, Saransk                       |                                                  |
| 25 juin 2018 · 21:00 (UTC+2) · Historique des rencontres | Karim Ansarifard 90+3e (pen.) | (0 - 1) | 45e Ricardo Quaresma (Adrien Silva ) | Spectateurs : 41 685 Arbitrage : Enrique Cáceres | Spectateurs : 41 685 Arbitrage : Enrique Cáceres |
| 25 juin 2018 · 21:00 (UTC+2) · Historique des rencontres | Rapport                       |         |                                      | Spectateurs : 41 685 Arbitrage : Enrique Cáceres | Spectateurs : 41 685 Arbitrage : Enrique Cáceres |

| Iran | Portugal |

| IRAN :          |    |                      |     |     |
|                 |    |                      |     |     |
| Gardien de but  | 01 | Alireza Beiranvand   |     |     |
|                 | 23 | Ramin Rezaeian       |     |     |
|                 | 19 | Majid Hosseini       |     |     |
|                 | 08 | Morteza Pouraliganji |     |     |
|                 | 03 | Ehsan Hajsafi        | 52e | 56e |
|                 | 06 | Saeid Ezatolahi      |     | 76e |
|                 | 18 | Alireza Jahanbakhsh  |     | 70e |
|                 | 09 | Omid Ebrahimi        |     |     |
|                 | 17 | Mehdi Taremi         |     |     |
|                 | 11 | Vahid Amiri          |     |     |
|                 | 20 | Sardar Azmoun        | 54e |     |
| Remplaçants :   |    |                      |     |     |
|                 | 05 | Milad Mohammadi      |     | 56e |
|                 | 14 | Saman Ghoddos        |     | 70e |
|                 | 10 | Karim Ansarifard     |     | 76e |
| Sélectionneur : |    |                      |     |     |
| Carlos Queiroz  |    |                      |     |     |

| PORTUGAL :      |    |                   |       |       |
|                 |    |                   |       |       |
| Gardien de but  | 01 | Rui Patrício      |       |       |
|                 | 21 | Cédric Soares     | 90+8e |       |
|                 | 03 | Pepe              |       |       |
|                 | 06 | José Fonte        |       |       |
|                 | 05 | Raphaël Guerreiro | 33e   |       |
|                 | 20 | Ricardo Quaresma  | 64e   | 70e   |
|                 | 14 | William Carvalho  |       |       |
|                 | 23 | Adrien Silva      |       |       |
|                 | 10 | João Mário        |       | 84e   |
|                 | 09 | André Silva       |       | 90+6e |
|                 | 07 | Cristiano Ronaldo | 83e   |       |
| Remplaçants :   |    |                   |       |       |
|                 | 11 | Bernardo Silva    |       | 70e   |
|                 | 08 | João Moutinho     |       | 84e   |
|                 | 17 | Gonçalo Guedes    |       | 90+6e |
| Sélectionneur : |    |                   |       |       |
| Fernando Santos |    |                   |       |       |

| Assistants : Eduardo Cardozo Juan Zorrilla Quatrième arbitre : Mehdi Abid Charef Cinquième arbitre : Anouar Hmila Arbitre vidéo : Massimiliano Irrati Assistants arbitre vidéo : Gery Vargas Hernán Maidana Paolo Valeri Homme du Match : Ricardo Quaresma |

### Huitième de finale

#### Uruguay - Portugal
| Match 49                                                 | Uruguay                                                                    | 2 - 1   | Portugal                      | Stade Ficht, Sotchi                                 |                                                     |
| 30 juin 2018 · 21:00 (UTC+3) · Historique des rencontres | ( Luis Suárez) Edinson Cavani 7e · ( Rodrigo Bentancur) Edinson Cavani 62e | (1 - 0) | 55e Pepe (Raphaël Guerreiro ) | Spectateurs : 44 287 Arbitrage : César Arturo Ramos | Spectateurs : 44 287 Arbitrage : César Arturo Ramos |
| 30 juin 2018 · 21:00 (UTC+3) · Historique des rencontres | Rapport                                                                    |         |                               | Spectateurs : 44 287 Arbitrage : César Arturo Ramos | Spectateurs : 44 287 Arbitrage : César Arturo Ramos |

| Uruguay | Portugal |

| URUGUAY :       |    |                    |  |     |
|                 |    |                    |  |     |
| Gardien de but  | 01 | Fernando Muslera   |  |     |
|                 | 22 | Martín Cáceres     |  |     |
|                 | 02 | José Giménez       |  |     |
|                 | 03 | Diego Godín        |  |     |
|                 | 17 | Diego Laxalt       |  |     |
|                 | 08 | Nahitan Nández     |  | 81e |
|                 | 14 | Lucas Torreira     |  |     |
|                 | 15 | Matías Vecino      |  |     |
|                 | 06 | Rodrigo Bentancur  |  | 63e |
|                 | 09 | Luis Suárez        |  |     |
|                 | 21 | Edinson Cavani     |  | 74e |
| Remplaçants :   |    |                    |  |     |
|                 | 07 | Cristian Rodríguez |  | 63e |
|                 | 11 | Cristhian Stuani   |  | 74e |
|                 | 05 | Carlos Sánchez     |  | 81e |
| Sélectionneur : |    |                    |  |     |
| Óscar Tabárez   |    |                    |  |     |

| PORTUGAL :      |    |                   |       |     |
|                 |    |                   |       |     |
| Gardien de but  | 01 | Rui Patrício      |       |     |
|                 | 15 | Ricardo Pereira   |       |     |
|                 | 03 | Pepe              |       |     |
|                 | 06 | José Fonte        |       |     |
|                 | 05 | Raphaël Guerreiro |       |     |
|                 | 11 | Bernardo Silva    |       |     |
|                 | 14 | William Carvalho  |       |     |
|                 | 23 | Adrien Silva      |       | 65e |
|                 | 10 | João Mário        |       | 84e |
|                 | 17 | Gonçalo Guedes    |       | 74e |
|                 | 07 | Cristiano Ronaldo | 90+3e |     |
| Remplaçants :   |    |                   |       |     |
|                 | 20 | Ricardo Quaresma  |       | 65e |
|                 | 09 | André Silva       |       | 74e |
|                 | 04 | Manuel Fernandes  |       | 84e |
| Sélectionneur : |    |                   |       |     |
| Fernando Santos |    |                   |       |     |

| Assistants : Marvin Torrentera Miguel Hernández Quatrième arbitre : Jair Marrufo Cinquième arbitre : Corey Rockwell Arbitre vidéo : Mark Geiger Assistants arbitre vidéo : Bastian Dankert Joe Fletcher Danny Makkelie Homme du Match : Edinson Cavani |

## Statistiques

### Temps de jeu
| Joueur             |          |          |          |          | TT       | But inscrit | Passe décisive | MJ       | MT       | Légende |
| ------------------ | -------- | -------- | -------- | -------- | -------- | ----------- | -------------- | -------- | -------- | --- |
| Gardiens           | Gardiens | Gardiens | Gardiens | Gardiens | Gardiens | Gardiens    | Gardiens       | Gardiens | Gardiens | Abréviations et symboles : TT : Total de minutes jouées MJ : Nombre de matchs joués MT : Matchs joués en tant que titulaire : but (csc) : but contre son camp : passe décisive : joueur entré : joueur remplacé : capitaine : carton jaune : carton rouge |
| Rui Patrício       | 90       | 90       | 90       | 90       | 360      | -           | -              | 4        | 4        | Abréviations et symboles : TT : Total de minutes jouées MJ : Nombre de matchs joués MT : Matchs joués en tant que titulaire : but (csc) : but contre son camp : passe décisive : joueur entré : joueur remplacé : capitaine : carton jaune : carton rouge |
| Anthony Lopes      | -        | -        | -        | -        | -        | -           | -              | -        | -        | Abréviations et symboles : TT : Total de minutes jouées MJ : Nombre de matchs joués MT : Matchs joués en tant que titulaire : but (csc) : but contre son camp : passe décisive : joueur entré : joueur remplacé : capitaine : carton jaune : carton rouge |
| Beto               | -        | -        | -        | -        | -        | -           | -              | -        | -        | Abréviations et symboles : TT : Total de minutes jouées MJ : Nombre de matchs joués MT : Matchs joués en tant que titulaire : but (csc) : but contre son camp : passe décisive : joueur entré : joueur remplacé : capitaine : carton jaune : carton rouge |
| Défenseurs         |          |          |          |          |          |             |                |          |          | Abréviations et symboles : TT : Total de minutes jouées MJ : Nombre de matchs joués MT : Matchs joués en tant que titulaire : but (csc) : but contre son camp : passe décisive : joueur entré : joueur remplacé : capitaine : carton jaune : carton rouge |
| Bruno Alves        | -        | -        | -        | -        | -        | -           | -              | -        | -        | Abréviations et symboles : TT : Total de minutes jouées MJ : Nombre de matchs joués MT : Matchs joués en tant que titulaire : but (csc) : but contre son camp : passe décisive : joueur entré : joueur remplacé : capitaine : carton jaune : carton rouge |
| Pepe               | 90       | 90       | 90       | 90       | 360      | 1           | -              | 4        | 4        | Abréviations et symboles : TT : Total de minutes jouées MJ : Nombre de matchs joués MT : Matchs joués en tant que titulaire : but (csc) : but contre son camp : passe décisive : joueur entré : joueur remplacé : capitaine : carton jaune : carton rouge |
| Ricardo Pereira    | -        | -        | -        | 90       | 90       | -           | -              | 1        | 1        | Abréviations et symboles : TT : Total de minutes jouées MJ : Nombre de matchs joués MT : Matchs joués en tant que titulaire : but (csc) : but contre son camp : passe décisive : joueur entré : joueur remplacé : capitaine : carton jaune : carton rouge |
| Raphaël Guerreiro  | 90       | 90       | 90       | 90       | 360      | -           | 1              | 4        | 4        | Abréviations et symboles : TT : Total de minutes jouées MJ : Nombre de matchs joués MT : Matchs joués en tant que titulaire : but (csc) : but contre son camp : passe décisive : joueur entré : joueur remplacé : capitaine : carton jaune : carton rouge |
| José Fonte         | 90       | 90       | 90       | 90       | 360      | -           | -              | 4        | 4        | Abréviations et symboles : TT : Total de minutes jouées MJ : Nombre de matchs joués MT : Matchs joués en tant que titulaire : but (csc) : but contre son camp : passe décisive : joueur entré : joueur remplacé : capitaine : carton jaune : carton rouge |
| Rúben Dias         | -        | -        | -        | -        | -        | -           | -              | -        | -        | Abréviations et symboles : TT : Total de minutes jouées MJ : Nombre de matchs joués MT : Matchs joués en tant que titulaire : but (csc) : but contre son camp : passe décisive : joueur entré : joueur remplacé : capitaine : carton jaune : carton rouge |
| Mário Rui          | -        | -        | -        | -        | -        | -           | -              | -        | -        | Abréviations et symboles : TT : Total de minutes jouées MJ : Nombre de matchs joués MT : Matchs joués en tant que titulaire : but (csc) : but contre son camp : passe décisive : joueur entré : joueur remplacé : capitaine : carton jaune : carton rouge |
| Cédric Soares      | 90       | 90       | 90       | -        | 270      | -           | -              | 3        | 3        | Abréviations et symboles : TT : Total de minutes jouées MJ : Nombre de matchs joués MT : Matchs joués en tant que titulaire : but (csc) : but contre son camp : passe décisive : joueur entré : joueur remplacé : capitaine : carton jaune : carton rouge |
| Milieux            |          |          |          |          |          |             |                |          |          | Abréviations et symboles : TT : Total de minutes jouées MJ : Nombre de matchs joués MT : Matchs joués en tant que titulaire : but (csc) : but contre son camp : passe décisive : joueur entré : joueur remplacé : capitaine : carton jaune : carton rouge |
| João Moutinho      | 90       | 89       | 6        | -        | 185      | -           | 1              | 3        | 2        | Abréviations et symboles : TT : Total de minutes jouées MJ : Nombre de matchs joués MT : Matchs joués en tant que titulaire : but (csc) : but contre son camp : passe décisive : joueur entré : joueur remplacé : capitaine : carton jaune : carton rouge |
| João Mário         | 22       | 70       | 84       | 84       | 260      | -           | -              | 4        | 3        | Abréviations et symboles : TT : Total de minutes jouées MJ : Nombre de matchs joués MT : Matchs joués en tant que titulaire : but (csc) : but contre son camp : passe décisive : joueur entré : joueur remplacé : capitaine : carton jaune : carton rouge |
| Bernardo Silva     | 69       | 59       | 20       | 90       | 238      | -           | -              | 4        | 3        | Abréviations et symboles : TT : Total de minutes jouées MJ : Nombre de matchs joués MT : Matchs joués en tant que titulaire : but (csc) : but contre son camp : passe décisive : joueur entré : joueur remplacé : capitaine : carton jaune : carton rouge |
| Bruno Fernandes    | 68       | 20       | -        | -        | 88       | -           | -              | 2        | 1        | Abréviations et symboles : TT : Total de minutes jouées MJ : Nombre de matchs joués MT : Matchs joués en tant que titulaire : but (csc) : but contre son camp : passe décisive : joueur entré : joueur remplacé : capitaine : carton jaune : carton rouge |
| William Carvalho   | 90       | 90       | 90       | 90       | 360      | -           | -              | 4        | 4        | Abréviations et symboles : TT : Total de minutes jouées MJ : Nombre de matchs joués MT : Matchs joués en tant que titulaire : but (csc) : but contre son camp : passe décisive : joueur entré : joueur remplacé : capitaine : carton jaune : carton rouge |
| Manuel Fernandes   | -        | -        | -        | 6        | 6        | -           | -              | 1        | -        | Abréviations et symboles : TT : Total de minutes jouées MJ : Nombre de matchs joués MT : Matchs joués en tant que titulaire : but (csc) : but contre son camp : passe décisive : joueur entré : joueur remplacé : capitaine : carton jaune : carton rouge |
| Adrien Silva       | -        | -        | 90       | 65       | 155      | -           | -              | 2        | 2        | Abréviations et symboles : TT : Total de minutes jouées MJ : Nombre de matchs joués MT : Matchs joués en tant que titulaire : but (csc) : but contre son camp : passe décisive : joueur entré : joueur remplacé : capitaine : carton jaune : carton rouge |
| Attaquants         |          |          |          |          |          |             |                |          |          | Abréviations et symboles : TT : Total de minutes jouées MJ : Nombre de matchs joués MT : Matchs joués en tant que titulaire : but (csc) : but contre son camp : passe décisive : joueur entré : joueur remplacé : capitaine : carton jaune : carton rouge |
| Cristiano Ronaldo  | 90       | 90       | 90       | 90       | 360      | 4           | -              | 4        | 4        | Abréviations et symboles : TT : Total de minutes jouées MJ : Nombre de matchs joués MT : Matchs joués en tant que titulaire : but (csc) : but contre son camp : passe décisive : joueur entré : joueur remplacé : capitaine : carton jaune : carton rouge |
| André Silva        | 10       | 1        | 90       | 16       | 117      | -           | 1              | 4        | 1        | Abréviations et symboles : TT : Total de minutes jouées MJ : Nombre de matchs joués MT : Matchs joués en tant que titulaire : but (csc) : but contre son camp : passe décisive : joueur entré : joueur remplacé : capitaine : carton jaune : carton rouge |
| Gonçalo Guedes     | 80       | 90       | 0        | 74       | 244      | -           | 1              | 4        | 3        | Abréviations et symboles : TT : Total de minutes jouées MJ : Nombre de matchs joués MT : Matchs joués en tant que titulaire : but (csc) : but contre son camp : passe décisive : joueur entré : joueur remplacé : capitaine : carton jaune : carton rouge |
| Gelson Martins     | -        | 31       | -        | -        | 31       | -           | -              | 1        | -        | Abréviations et symboles : TT : Total de minutes jouées MJ : Nombre de matchs joués MT : Matchs joués en tant que titulaire : but (csc) : but contre son camp : passe décisive : joueur entré : joueur remplacé : capitaine : carton jaune : carton rouge |
| Ricardo Quaresma   | 21       | -        | 70       | 25       | 116      | 1           | -              | 3        | 1        | Abréviations et symboles : TT : Total de minutes jouées MJ : Nombre de matchs joués MT : Matchs joués en tant que titulaire : but (csc) : but contre son camp : passe décisive : joueur entré : joueur remplacé : capitaine : carton jaune : carton rouge |
| TOTAL              |          |          |          |          |          |             |                |          |          | Abréviations et symboles : TT : Total de minutes jouées MJ : Nombre de matchs joués MT : Matchs joués en tant que titulaire : but (csc) : but contre son camp : passe décisive : joueur entré : joueur remplacé : capitaine : carton jaune : carton rouge |
| Équipe du Portugal | 90       | 90       | 90       | 90       | 360      | 6           | 4              | 4        | -        | Abréviations et symboles : TT : Total de minutes jouées MJ : Nombre de matchs joués MT : Matchs joués en tant que titulaire : but (csc) : but contre son camp : passe décisive : joueur entré : joueur remplacé : capitaine : carton jaune : carton rouge |

| Buts  | Joueurs           | Adversaires        |
| ----- | ----------------- | ------------------ |
| 4     | Cristiano Ronaldo | Espagne (3), Maroc |
| 1     | Ricardo Quaresma  | Iran               |
| 1     | Pepe              | Uruguay            |
| TOTAL | 6 BUTS            | 6 BUTS             |

| Passes | Joueurs            | Adversaires        |
| ------ | ------------------ | ------------------ |
| 1      | Gonçalo Guedes     | Espagne            |
| 1      | João Moutinho      | Maroc              |
| 1      | Adrien Silva       | Iran               |
| 1      | Raphaël Guerreiro  | Uruguay            |
| TOTAL  | 4 PASSES DÉCISIVES | 4 PASSES DÉCISIVES |